# Niko und das Schwert des Lichts
Niko und das Schwert des Lichts ist eine amerikanische Animationsserie, die von Rob Hoegee entwickelt und von Sung Jin Ahn inszeniert wurde. Nach einer Emmy-ausgezeichneten Pilotfolge von 2015 feierte die erste Staffel Premiere am 20. Juli 2017 und wurde die Serie mit dem Finale der zweiten Staffel am 6. September 2019 abgeschlossen.

## Veröffentlichung
Niko und das Schwert des Lichts basiert auf einer von Imaginism und Studio NX entwickelten animierten Comicbuch-App. Zu dieser produzierte Amazon Studios mit Animation durch Titmouse Inc. eine von Rob Hoegee geschriebene Pilotfolge, die am 15. Januar 2015 erschien. Darauf erfolgte im Dezember die Serienbestellung durch Amazon. Die erste Staffel wurde am 20. Juli 2017 veröffentlicht; die zweite in zwei Hälften am 27. Dezember 2018 und die Serie abschließend am 6. September 2019.

## Handlung
In einer fantastischen Welt, die von der Finsternis bedroht wird, begibt sich der zehnjährige Niko auf die Mission, mit dem Schwert des Lichts den Dämon Nar Est zu besiegen, der mit der Finsternis tierische Kreaturen in bösartige Monster korrumpieren kann, die Niko wiederum mit dem Schwert des Lichts bereinigen und zurückverwandeln kann. Niko ist der letzte einer Kriegerrasse namens Meister (Champions), die eigentlich in Kokons schlafend wachsen, bis jede dritte Mondfinsternis einer auferweckt wird, um seine Mission anzutreten, doch Nikos Kokon wurde gewaltsam zu früh zerbrochen, sodass er noch zu jung und klein für die Mission ist.
Die früheren Meister wurden durch Prinzessin Lyra von Carandolet angeleitet, sind aber stets dabei gescheitert und verstorben. Carandolet wurde, nachdem Nar Est, früher ein Diener des verstorbenen Königs, den leuchtenden Kristall korrumpiert hat, in eine Sphäre eingesperrt, in der die Zeit stehen bleibt, sodass Lyra seit fast 800 Jahren 14 Jahre alt ist. Nar Ests verwandelter Rabe Rasper sitzt auf dieser Sphäre und versucht seit Jahrhunderten sie mit seinem Schnabel kaputtzupicken. Mit einem abgebrochenen reinen Kristallsplitter spürt Lyra, wenn ein neuer Meister erwacht, und erscheint dann mittels Magie ihrer Berater in Form einer geisterhaften Projektion dem Meister, für den der Kristallsplitter sich jeweils in eine bestimmte Waffe verwandelt – bei Niko in das Schwert des Lichts. 
Weil Niko zu früh geschlüpft ist, will Lyra ihn eigentlich zu einem sicheren Versteck bringen, wo er heimlich mehrere Jahre aufwachsen und trainieren soll. Doch als er in Gefahr gerät, muss sie, um ihm helfen zu können, die Bindung auflösen lassen, wodurch ihr realer Körper die Stelle der Erscheinung annimmt und sie sich das erste Mal tatsächlich außerhalb ihres Königreichs aufhält. Auf ihrer Reise werden Niko und Lyra von mehreren Kreaturen begleitet: dem Buschbaby-artigen Mandok; einem raupenartigen Flugkäfer namens Flicker, der mehrere Metamorphosen durchläuft; ein zweibeiniger Schakal, dessen Sprache nur Mandok versteht und der sich als Agent für Nar Est herausstellt.
Im Kampf gegen Nar Est kann Niko diesen und die Finsternis besiegen sowie Carondolet aus der Sphäre befreien, während Nar Est und Rasper wiederum in diese gesperrt werden; Lyra wird daraufhin zur Königin von Carondolet gekrönt. Nar Est wird durch einen letzten Streif der Finsternis wieder befreit und erhält den Auftrag, um die Finsternis zurückzubringen, das Amulett der Macht zu finden. Auf dessen Suche begeben sich auch Niko, Lyra und Mandok, begleitet von dem schildkrötenartigen Kommodore Chompsky und verfolgt von einem durch Nar Est geschaffenen Finsteren Meister. Dieser ist es, der sich das Amulett der Macht umlegen kann, wodurch die Finsternis zurückkehren kann. Indem Niko zum reinen Licht wird, besiegt er sie endgültig, worauf er aber seine Kräfte und Erinnerungen verliert.

## Episodenliste

### Pilot
| Nr. (ges.) | Nr. (St.) | Deutscher Titel | Originaltitel                                        | Erstveröffentlichung USA | Deutschsprachige Erstveröffentlichung (D) | Regie        | Drehbuch   |
| ---------- | --------- | --------------- | ---------------------------------------------------- | ------------------------ | ----------------------------------------- | ------------ | ---------- |
| 1          | 1         | –               | From the Desert of Despair into the Swamp of Sorrow! | 15. Jan. 2015            | 15. Jan. 2015                             | Sung Jin Ahn | Rob Hoegee |

### Staffel 1
| Nr. (ges.) | Nr. (St.) | Deutscher Titel                                           | Originaltitel                                          | Erstveröffentlichung USA | Deutschsprachige Erstveröffentlichung (D) | Regie           | Drehbuch                           |
| ---------- | --------- | --------------------------------------------------------- | ------------------------------------------------------ | ------------------------ | ----------------------------------------- | --------------- | ---------------------------------- |
| 1          | 1         | Vom Tempel der Meister zur Brücke des Verderbens          | From the Temple of Champions to the Bridge of Doom     | 21. Juli 2017            | 22. Sep. 2017                             | Sung Jin Ahn    | Jim Krieg, Rob Hoegee & Matt Wayne |
| 2          | 2         | Vom Himmelslabyrinth der Qual zum Sumpf der Sorge         | From the Sky Maze of Anguish to the Swamp of Sorrow    | 21. Juli 2017            | 22. Sep. 2017                             | Sung Jin Ahn    | Ernie Altbacker & Matt Wayne       |
| 3          | 3         | Vom Sumpf der Sorge zu den Hügeln der Demütigung          | From the Swamp of Sorrow to the Hills of Humiliation   | 21. Juli 2017            | 22. Sep. 2017                             | Michael Moloney | May Chan                           |
| 4          | 4         | Vom Hätte-Könnte-Würde-Wald zum Berg des Elends           | From the Phantom Woods to the Mountains of Misery      | 21. Juli 2017            | 22. Sep. 2017                             | Sung Jin Ahn    | Geoffrey Thorne                    |
| 5          | 5         | Vom Krabben-Königreich zur endlosen Weite                 | From the Sea of Suffering to the Faraway Shore         | 21. Juli 2017            | 22. Sep. 2017                             | Michael Moloney | Ernie Altbacker                    |
| 6          | 6         | Von den Tumbledowns zum Strudel des Schlicksands          | From the Tumbledowns to the Gap of Gloom               | 21. Juli 2017            | 22. Sep. 2017                             | Sung Jin Ahn    | Rob Hoegee                         |
| 7          | 7         | Von der endlosen Weite zu den Dornen des Kummers          | From the Endless Expanse to the Thorns of Tribulations | 21. Juli 2017            | 22. Sep. 2017                             | Michael Moloney | Patrick Rieger                     |
| 8          | 8         | Von den Katastrophenklippen zu den Teichen des Schicksals | From the Cliffs of Catastrophe to the Pools of Destiny | 21. Juli 2017            | 22. Sep. 2017                             | Sung Jin Ahn    | Matt Wayne                         |
| 9          | 9         | Von den Quetschenden Quellen zu den Wolken der Wirrnis    | From the Shattering Springs to the Clouds of Chaos     | 21. Juli 2017            | 22. Sep. 2017                             | Michael Moloney | Geoffrey Thorne                    |
| 10         | 10        | Von den Gipfeln der Gefahr zum Hochland der Hysterie      | From the Peaks of Peril to the Mounds of Mania         | 21. Juli 2017            | 22. Sep. 2017                             | Sung Jin Ahn    | Jim Krieg, Rob Hoegee & Matt Wayne |
| 11         | 11        | Von den Tunneln des Terrors zur Grube des Grauens         | From the Tunnels of Terror to the Den of Doom          | 21. Juli 2017            | 22. Sep. 2017                             | Michael Moloney | Len Uhley                          |
| 12         | 12        | Vom Vulkan der Verdammnis bis ans Ende der Hoffnung       | From the Cursed Volcano to the End of Hope             | 21. Juli 2017            | 22. Sep. 2017                             | Sung Jin Ahn    | Ernie Altbacker & Matt Wayne       |
| 13         | 13        | Aus den Tiefen der Verzweiflung                           | From the Depths of Despair ...                         | 21. Juli 2017            | 22. Sep. 2017                             | Michael Moloney | Rob Hoegee & Matt Wayne            |

### Staffel 2
| Nr. (ges.) | Nr. (St.) | Deutscher Titel             | Originaltitel           | Erstausstrahlung Land | Deutschsprachige Erstausstrahlung (D) | Regie        | Drehbuch                         |
| ---------- | --------- | --------------------------- | ----------------------- | --------------------- | ------------------------------------- | ------------ | -------------------------------- |
| Teil1      |           |                             |                         |                       |                                       |              |                                  |
| 14         | 1         | Ein Tag in Carandolet       | A Day in Carandolet     | 27. Dez. 2018         | 28. Dez. 2018                         | Sung Jin Ahn | Matt Wayne                       |
| 15         | 2         | Eine Nacht in Carandolet    | A Night in Carandolet   | 27. Dez. 2018         | 28. Dez. 2018                         | Sung Jin Ahn | Patrick Rieger                   |
| 16         | 3         | Der Wald der Reißzahnlianen | The Forest of Fangs     | 27. Dez. 2018         | 28. Dez. 2018                         | Sung Jin Ahn | Ernie Altbacker                  |
| 17         | 4         | Himmelswalstadt             | Sky Whale City          | 27. Dez. 2018         | 28. Dez. 2018                         | Sung Jin Ahn | Shaene Siders                    |
| 18         | 5         | Der Stachel der Zwietracht  | The Thorn of Contention | 27. Dez. 2018         | 28. Dez. 2018                         | Sung Jin Ahn | Ernie Altbacker                  |
| Teil2      |           |                             |                         |                       |                                       |              |                                  |
| 19         | 6         | Der Raupenzug               | The Caterpillar Train   | 6. Sep. 2019          | 6. Sep. 2019                          | Sung Jin Ahn | Matt Wayne                       |
| 20         | 7         | Das Weite Meer              | The Vast Sea            | 6. Sep. 2019          | 6. Sep. 2019                          | Sung Jin Ahn | Candie Langdale & Patrick Rieger |
| 21         | 8         | Der Automatron              | The Automatron          | 6. Sep. 2019          | 6. Sep. 2019                          | Sung Jin Ahn | Shaene Siders                    |
| 22         | 9         | Die vergessene Festung      | The Forgotten Fortress  | 6. Sep. 2019          | 6. Sep. 2019                          | Sung Jin Ahn | Rob Hoegee                       |
| 23         | 10        | Das Gleichgewicht der Macht | The Balance of Power    | 6. Sep. 2019          | 6. Sep. 2019                          | Sung Jin Ahn | Patrick Rieger                   |

## Synchronisation
| Rolle             | Beschreibung                     | Originalsprecher         | Synchronsprecher                     |
| ----------------- | -------------------------------- | ------------------------ | ------------------------------------ |
| Niko              | Meister                          | Andre Robinson           | Dirk Petrick                         |
| Nar Est           | Lord der Finsternis              | Steve Blum               | Robert Missler (S1), Hans Bayer (S2) |
| Rasper            | Nar Ests Rabe                    | Steve Blum               | Christian Gaul                       |
| Lyra              | Prinzessin                       | Kari Wahlgren            | Elinor Eidt (S1), Leonie Dubuc (S2)  |
| Mandok            | Nikos Gefährte                   | Tom Kenny                | Rainer Gerlach                       |
| Sargous           | Lyras Berater                    | Tom Kenny                | Axel Lutter                          |
| Belatha           | Lyras Berater                    | Kari Wahlgren            | Arianne Borbach                      |
| Doris             | drei Opossums/ dreiköpfiges Best | Kari Wahlgren            | Sabina Trooger                       |
| Dingle            | drei Opossums/ dreiköpfiges Best | Kevin Michael Richardson | Matti Klemm                          |
| Lump              | drei Opossums/ dreiköpfiges Best | Kevin Michael Richardson | Fabian Oscar Wien                    |
| Chompsky          | Kommodore                        | Dee Bradley Baker        | Harald Effenberg                     |
| Aura              | Meisterin                        | Jennifer Hale            | Sophie Lechtenbrink                  |
| Schakal           | Schakal                          | Corey Burton             | Sebastian Walch                      |
| Die Finsternis    | Die Finsternis                   | Jim Cummings             | Romanus Fuhrmann                     |
| Finsterer Meister |                                  | Jim Cummings             |                                      |
| Wispy             | Streif der Finsternis            | Hynden Walch             |                                      |

## Auszeichnung und Nominierungen
Annie Awards
- 2016: Beste animierte Spezial-Produktion – Nominierung
- 2018:
  - Beste animierte Fernsehproduktion für Kinder – Nominierung
  - Herausragende Leistung im Storyboard für eine animierte Fernsehproduktion – Nominierung
- 2019:
  - Herausragende Leistung in Charakterdesign für eine animierte Fernsehproduktion – Nominierung
  - Herausragende Leistung in Regie für eine animierte Fernsehproduktion – Nominierung
  - Herausragende Leistung in Produktionsdesign für eine animierte Fernsehproduktion – Nominierung
- 2020: Beste animierte Fernsehproduktion für Kinder – Nominierung

Daytime Emmy Awards
- 2016: Herausragende Animation für Kinder – Gewinner
- 2018: Herausragende Regie in einer Animationsserie – Nominierung
- 2020: Herausragende Animationsserie für Kinder – Nominierung